# Ecorse
Ecorse is een plaats (city) in de Amerikaanse staat Michigan, en valt bestuurlijk gezien onder Wayne County.

## Demografie
Bij de volkstelling in 2000 werd het aantal inwoners vastgesteld op 11.229.
In 2006 is het aantal inwoners door het United States Census Bureau geschat op 10.530, een daling van 699 (-6.2%).

## Geografie
Volgens het United States Census Bureau beslaat de plaats een oppervlakte van 9,4 km², waarvan 7,0 km² land en 2,4 km² water.

## Economie
U.S. Steel heeft een grote staalfabriek in Ecorse. Deze fabriek werd in 1902 geopend en in 2020 stilgelegd vanwege de lage vraag en staalprijzen. Daardoor gingen zo'n 1500 banen verloren. De fabriek kampte ook met juridische problemen vanwege de vervuiling die ze veroorzaakte.

## Plaatsen in de nabije omgeving
De onderstaande figuur toont nabijgelegen plaatsen in een straal van 8 km rond Ecorse.